# رولاند كوينتانايلا
رولاند كوينتانايلا (بالإسبانية: Rolando Quintanilla)‏ هو سائق سيارة سباق ومهندس مكسيكي، ولد في 17 سبتمبر 1980.